# Eucalyptus populnea
Eucalyptus populnea ist eine Pflanzenart innerhalb der Familie der Myrtengewächse (Myrtaceae). Sie kommt im Zentrum und im Westen von New South Wales sowie im Zentrum, im Süden, im Südosten und im Osten von Queensland vor und wird dort „Bimbil“, „Bimbil Box“, „Bimble Box“, „Poplar Box“, „Poplar-leaved Box“, „Round-leaf Box“, „Shiny-leaf Box“, „White Box“, „Red Box“, „Egolla“ oder „Nankeen Gum“ genannt.

## Beschreibung

### Erscheinungsbild und Blatt

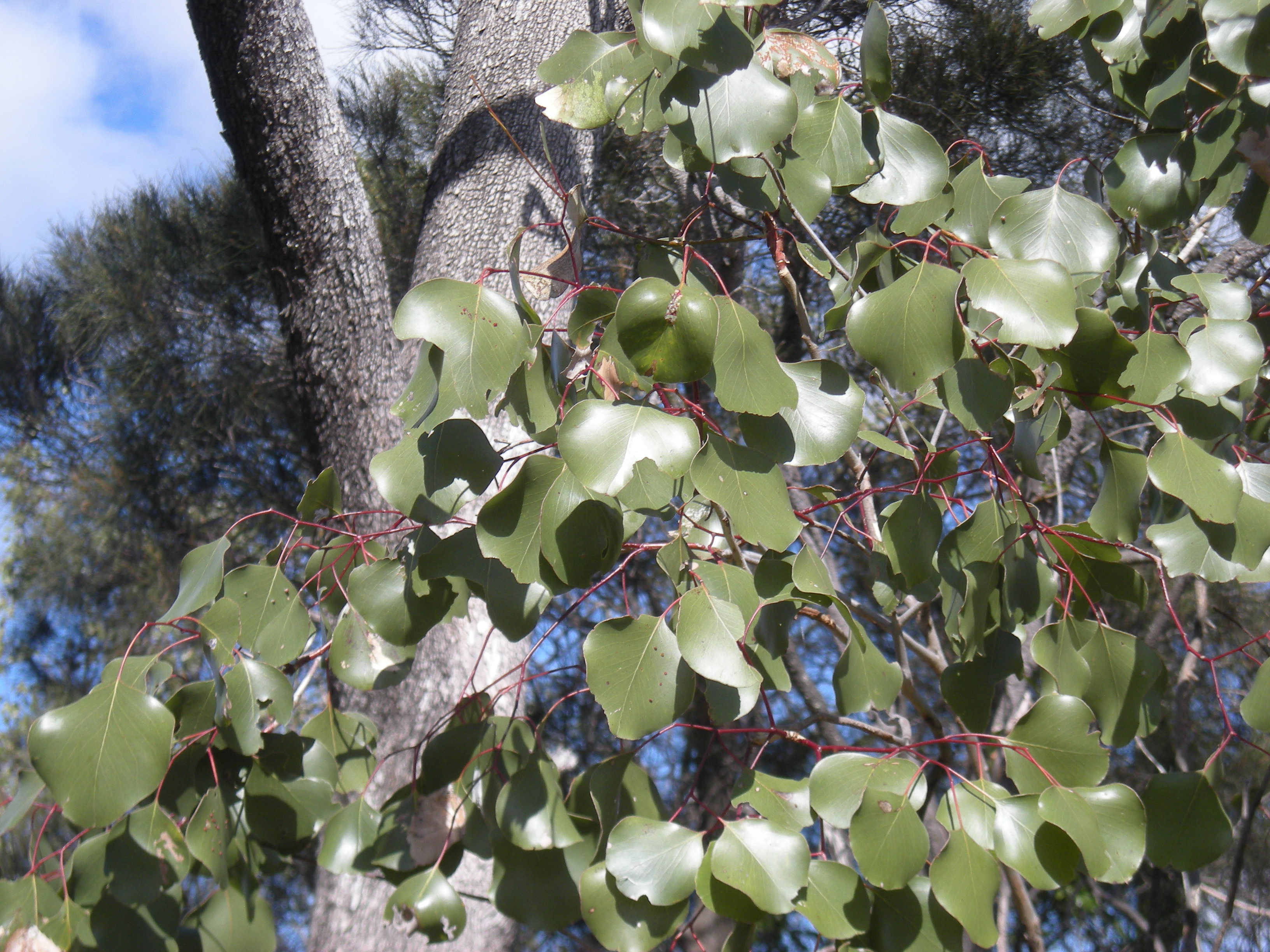
Borke und Laubblätter

Eucalyptus populnea wächst als Baum, der Wuchshöhen von bis über 20 Meter erreicht. Die Borke verbleibt am gesamten Stamm und an den größeren Ästen, ist grau mit weißlichen Flecken und fasrig-stückig. An den oberen Teilen des Baumes ist sie glatt,  glänzend grau und schält sich in kurzen Bändern. Die Rinde der kleinen Zweige ist grün. Weder im Mark der jungen Zweige noch in der Borke gibt es Öldrüsen.
Bei Eucalyptus populnea liegt Heterophyllie vor. Die Laubblätter sind stets in Blattstiel und -spreite gegliedert. Die Blattspreite an Sämlingen ist bei einer Länge von 4 bis 10 cm und einer Breite von 1,4 bis 5,5 cm elliptisch bis eiförmig und an Ober- und Unterseite gleichfarbig grün. An jungen Exemplaren ist die Blattspreite bei einer Länge von 4,5 bis 11,5 cm und einer Breite von 4 bis 9,5 cm ei- bis kreisförmig und matt grau-grün oder glänzend grün. An mittelalten Exemplaren ist die Blattspreite bei einer Länge von 7 bis 16 cm und einer Breite von 3 bis 6 cm elliptisch, ei- oder kreisförmig, gerade, ganzrandig und matt grau-grün. Die Blattstiele an erwachsenen Exemplaren sind 15 bis 20 mm lang. Die Blattspreiten an erwachsenen Exemplaren mit gleichfarbig glänzend grünen Ober- und Unterseiten sind bei einer Länge von 5 bis 11 cm und einer Breite von 2 bis 7 cm elliptisch, eiförmig oder rhombisch, relativ dick, gerade, besitzen eine gerundete Spreitenbasis und ein spitzes oder stumpfes oberes Ende. Die erhabenen Seitennerven gehen in großen Abständen in einem spitzen Winkel vom Mittelnerv ab. Die Keimblätter (Kotyledone) sind verkehrt-nierenförmig.

### Blütenstand und Blüte
End- oder seitenständig an einem bei einer Länge von 5 bis 11 mm im Querschnitt stielrunden Blütenstandsschaft stehen in zusammengesetzten Gesamtblütenständen etwa sieben- bis elfblütige oder auch fünfzehnblütige Teilblütenstände. Soweit vorhanden, sind die 1 bis 3 mm langen Blütenstiele stielrund. Die Blütenknospen sind bei einer Länge von 3 bis 5 mm und einem Durchmesser von 2 bis 3 mm keulen- bis eiförmig und nicht blaugrün bemehlt oder bereift. Die Kelchblätter bilden eine Calyptra, die früh abfällt. Die glatte Calyptra ist halbkugelig bis konisch, kürzer als so lang wie der glatte Blütenbecher (Hypanthium) und ebenso breit wie dieser. Die Blüten sind weiß. Alle Staubblätter sind fruchtbar (fertil). Die Blütezeit reicht von Februar bis März.

### Frucht und Samen
Die gestielte oder manchmal auch sitzende Frucht ist bei einer Länge von 2 bis 4 mm und einem Durchmesser von 2 bis 5 mm halbkugelig oder konisch und vierfächrig. Der Diskus ist eingedrückt, die Fruchtfächer sind auf der Höhe des Randes oder stehen hervor.
Der braune oder graue Samen ist zusammengedrückt eiförmig und oft an einem Ende gespitzt. Das Hilum ist mittig.

## Vorkommen
Das natürliche Verbreitungsgebiet von Eucalyptus populnea ist das Zentrum und der Westen von New South Wales westlich der Great Dividing Range, sowie das Zentrum, der Süden, der Südosten und der Osten von Queensland.
Eucalyptus populnea kommt weit verbreitet und oft dominant in grasigen, lichten Wäldern auf mäßig fruchtbaren, lehmigen Böden vor.

## Systematik
Die Erstbeschreibung von Eucalyptus populnea erfolgte 1859 durch Ferdinand von Mueller unter dem Titel Monograph of the Eucalypt of tropical Australia im Journal of the Proceedings of the Linnean Society, Botany, Volume 3, S. 93. Das Artepitheton populnea ist vom lateinischen Wort „populneus“ für pappelähnlich abgeleitet, was auf die Form insbesondere der Jugendblätter hinweist. Synonyme für Eucalyptus populnea F.Muell. sind: Eucalyptus populnea F.Muell. subsp. populnea, Eucalyptus populnea F.Muell. var. populnea, Eucalyptus populnea subsp. bimbil L.A.S.Johnson & K.D.Hill, Eucalyptus populifolia Hook. nom. illeg., Eucalyptus populifolia Hook. nom. illeg., Eucalyptus populifolia Hook. var. populifolia.

## Nutzung
Eucalyptus populnea gilt als guter Schattenspender und wird oft als Schutz für andere Pflanzen gepflanzt.
Das Kernholz von Eucalyptus populnea ist blassbraun bis dunkelbraun mit rotbrauner Färbung, hart und sehr beständig. Es besitzt ein spezifisches Gewicht von 820 bis 885 kg/m³. Das Holz von Eucalyptus populnea wird zum Bau von Zäunen eingesetzt.